# 10. Kongress der Vereinigten Staaten
Der 10. Kongress der Vereinigten Staaten, bestehend aus dem Repräsentantenhaus und dem Senat, war die Legislative der Vereinigten Staaten. Seine Legislaturperiode dauerte vom 4. März 1807 bis zum 4. März 1809. Alle Abgeordneten des Repräsentantenhauses sowie ein Drittel der Senatoren (Klasse III) waren im Jahr 1806 bei den Kongresswahlen gewählt worden. Dabei ergab sich in beiden Kammern eine überwältigende Mehrheit für die Demokratisch-Republikanische Partei. Der Kongress tagte in der amerikanischen Bundeshauptstadt Washington, D.C. Die Vereinigten Staaten bestanden damals aus 17 Bundesstaaten. Präsident war Thomas Jefferson. Die Sitzverteilung im Repräsentantenhaus basierte auf der Volkszählung von 1800.

## Wichtige Ereignisse
Siehe auch 1807 1808 und 1809
- 4. März 1807: Beginn der Legislaturperiode des 10. Kongresses
- 22. Mai 1807: Der frühere Vizepräsident Aaron Burr wird wegen Hochverrats angeklagt. Am 1. September wird er freigesprochen.
- 17. August 1807: Robert Fultons Dampfschiff Clermont fährt von New York City auf dem Hudson River nach Albany. Mit dieser Fahrt beginnt weltweit die kommerzielle Dampfschifffahrt.
- 1. Januar 1808: Die Einfuhr von Sklaven in die Vereinigten Staaten wird verboten.
- Bei den Präsidentschaftswahlen des Jahres 1808 wird James Madison zum neuen Präsidenten gewählt. Er tritt sein Amt am 4. März 1809 an.
- 1808: Bei den Kongresswahlen verteidigt die Demokratisch-Republikanische Partei ihre Mehrheit in beiden Kammern.
- 3. Februar 1809: Gründung des Illinois-Territoriums.

## Die wichtigsten Gesetze
In den Sitzungsperioden des 10. Kongresses wurden unter anderem folgende Bundesgesetze verabschiedet (siehe auch: Gesetzgebungsverfahren):
- 22. Dezember 1807: Embargo Act of 1807
- 1. März 1809: Non-Intercourse Act

## Zusammensetzung nach Parteien

### Senat
- Demokratisch-Republikanische Partei: 28
- Föderalistische Partei: 6
- Sonstige: 0
- Vakant: 0

Gesamt: 34 Stand am Ende der Legislaturperiode

### Repräsentantenhaus
- Demokratisch-Republikanische Partei: 116
- Föderalistische Partei: 26
- Sonstige: 0
- Vakant: 0

Gesamt: 142 Stand am Ende der Legislaturperiode
Außerdem gab es noch drei nicht stimmberechtigte Kongressdelegierte.

## Amtsträger

### Senat
- Präsident des Senats: George Clinton (DR)
- Präsident pro tempore: Samuel Smith (DR) bis zum 28. Dezember 1808, dann Stephen R. Bradley (DR) bis zum 30. Januar 1809 und danach John Milledge (DR)

### Repräsentantenhaus
- Sprecher des Repräsentantenhauses: Joseph Bradley Varnum (DR)

## Senatsmitglieder
Im zehnten Kongress vertraten folgende Senatoren ihre jeweiligen Bundesstaaten:
| Connecticut - 1. James Hillhouse (F) - 3. Uriah Tracy (F) bis zum 19. Juli 1807 - Chauncey Goodrich (F) ab dem 25. Oktober 1807 Delaware - 1. Samuel White (F) - 2. James A. Bayard (F) Georgia - 2. Abraham Baldwin (DR) bis zum 4. März 1807 - George Jones (DR) 27. August bis 7. November 1807 - William Harris Crawford (DR) ab dem 7. November 1807 - 3. John Milledge (DR) Kentucky - 2. Buckner Thruston (DR) - 3. John Pope (DR) Maryland - 1. Samuel Smith (DR) - 3. Philip Reed (DR) Massachusetts - 1. John Quincy Adams (F) bis 8. Juni 1808 - James Lloyd (F) ab dem 9. Juni 1808 - 2. Timothy Pickering (F) New Hampshire - 2. Nicholas Gilman (DR) - 3. Nahum Parker (DR) New Jersey - 1. John Condit (DR) - 2. Aaron Kitchell (DR) New York - 1. Samuel Latham Mitchill (DR) - 3. John Smith (DR) | North Carolina - 2. James Turner (DR) - 3. Jesse Franklin (DR) Ohio - 1. John Smith (DR) bis 25. April 1808 - Return Meigs (DR) ab dem 12. Dezember 1808 - 3. Edward Tiffin (DR) Pennsylvania - 1. Samuel Maclay (DR) bis zum 4. Januar 1809 - Michael Leib (DR) ab dem 9. Januar 1809 - 3. Andrew Gregg (DR) Rhode Island - 1. Benjamin Howland (DR) - 2. James Fenner (DR) bis September 1807 - Elisha Mathewson (DR) ab dem 26. Oktober 1807 South Carolina - 2. Thomas Sumter (DR) - 3. John Gaillard (DR) Tennessee - 1 Joseph Anderson (DR) - 2. Daniel Smith (DR) Vermont - 1. Israel Smith (DR) bis 1. Oktober 1807 - Jonathan Robinson (DR) ab dem 10. Oktober 1807 - 3. Stephen R. Bradley (DR) Virginia - 1. Andrew Moore (DR) - 2. William Branch Giles (DR) |

## Mitglieder des Repräsentantenhauses
Folgende Kongressabgeordnete vertraten im zehnten Kongress die Interessen ihrer jeweiligen Bundesstaaten:
| Connecticut Alle Abgeordneten wurden staatsweit gewählt. - Epaphroditus Champion (F) - Samuel W. Dana (F) - John Davenport (F) - Jonathan O. Moseley (F) - Timothy Pitkin (F) - Lewis B. Sturges (F) - Benjamin Tallmadge (F) Delaware - Nicholas Van Dyke (F) (Staatsweit gewählt) ab 6. Oktober 1807 Georgia Alle Abgeordneten wurden staatsweit gewählt. - William Wyatt Bibb (DR) - Howell Cobb (DR) - Dennis Smelt (DR) - George Troup (DR) Kentucky Sechs Wahlbezirke - 1. Matthew Lyon (DR) - 2. John Boyle (DR) - 3. John Rowan (DR) - 4. Richard Mentor Johnson (DR) - 5. Benjamin Howard (DR) - 6. Joseph Desha (DR) Maryland Acht Wahlbezirke. Der Fünfte Wahlbezirk stellte zwei Abgeordnete. - 1. John Campbell (F) - 2. Archibald Van Horne (DR) - 3. Philip Barton Key (F) - 4. Roger Nelson (DR) - 5. William McCreery (DR) - 5. Nicholas Ruxton Moore (DR) - 6. John Montgomery (DR) - 7. Edward Lloyd (DR) - 8. Charles Goldsborough (F) Massachusetts Siebzehn Wahlbezirke - 1. Josiah Quincy III (F) - 2. Jacob Crowninshield (DR) bis 15. April 1808 - Joseph Story (DR) ab dem 23. Mai 1808 - 3. Edward St. Loe Livermore (F) - 4. Joseph Bradley Varnum (DR) - 5. William Ely (F) - 6. Samuel Taggart (F) - 7. Joseph Barker (DR) - 8. Isaiah L. Green (DR) - 9. Josiah Dean (DR) - 10. Jabez Upham (F) - 11. William Stedman (F) - 12. Barnabas Bidwell (DR) bis 13. Juli 1807 - Ezekiel Bacon (DR) - 13. Ebenezer Seaver (DR) - 14. Richard Cutts (DR) - 15. Daniel Ilsley (DR) - 16. Orchard Cook (DR) - 17 John Chandler (DR) New Hampshire Alle Abgeordneten wurden staatsweit gewählt. - Peter Carleton (DR) - Daniel Meserve Durell (DR) - Francis Gardner (DR) - Jedediah K. Smith (DR) - Clement Storer (DR) New Jersey Alle Abgeordneten wurden staatsweit gewählt. - Ezra Darby (DR) bis zum 27. Januar 1808 - Adam Boyd (DR) ab dem 8. März 1808 - William Helms (DR) - John Lambert (DR) - Thomas Newbold (DR) - James Sloan (DR) - Henry Southard (DR) New York Siebzehn Wahlbezirke - 1. Samuel Riker (DR) - 2. Gurdon S. Mumford (DR) - 3. George Clinton Jr. (DR) - 4. Philip Van Cortlandt (DR) - 5. John Blake (DR) - 6. Daniel C. Verplanck (DR) - 7. Barent Gardenier (F) - 8. James I. Van Alen (DR) - 9. Killian K. Van Rensselaer (F) - 10. Josiah Masters (DR) - 11. John Thompson (DR) - 12. David Thomas (DR) bis zum 17. Februar 1808 - Nathan Wilson ab dem 7. November 1808 - 13. Peter Swart (DR) - 14. John Russell (DR) - 15. William Kirkpatrick (DR) - 16. Reuben Humphrey (DR) - 17. John Harris (DR) | North Carolina Zwölf Wahlbezirke - 1. Lemuel Sawyer (DR) - 2. Willis Alston (DR) - 3. Thomas Blount (DR) - 4. William Blackledge (DR) - 5. Thomas Kenan (DR) - 6. Nathaniel Macon (DR) - 7. John Culpepper (F) - 8. Richard Stanford (DR) - 9. Marmaduke Williams (DR) - 10. Evan Shelby Alexander (DR) - 11. James Holland (DR) - 12. Meshack Franklin (DR) Ohio - Jeremiah Morrow (DR) staatsweit gewählt Pennsylvania Elf Wahlkreise. Die ersten drei Wahlbezirke stellten drei Abgeordnete, der vierte zwei. Die restlichen je einen. - 1A. Joseph Clay (DR) bis 28. März 1808 - Benjamin Say ab dem 16. November 1808 - 1B John Porter (DR) - 1C. Jacob Richards (DR) - 2A. Robert Brown (DR) - 2B. William Milnor (F) - 2C. John Pugh (DR) - 3A. John Hiester (DR) - 3B. Robert Jenkins (F) - 3C. Matthias Richards (DR) - 4A. David Bard (DR) - 4B Robert Whitehill (DR) - 5. Daniel Montgomery (DR) - 6. James Kelly (F) - 7. John Rea (DR) - 8. William Findley (DR) - 9. John Smilie (DR) - 10. William Hoge (DR) - 11 Samuel Smith (DR) Rhode Island Alle Abgeordneten wurden staatsweit gewählt. - Nehemiah Knight (DR) bis zum 13. Juni 1808 - Richard Jackson (F) ab dem 11. November 1808 - Isaac Wilbour (DR) South Carolina Acht Wahlbezirke - 1. Robert Marion (DR) - 2. William Butler (DR) - 3. David Rogerson Williams (DR) - 4. John Taylor (DR) - 5. Richard Winn (DR) - 6. Joseph Calhoun (DR) ab dem 2. Juni 1807 - 7. Thomas Moore (DR) - 8. Lemuel J. Alston (DR) Tennessee Drei Wahlbezirke - 1. John Rhea (DR) - 2. George W. Campbell (DR) - 3. Jesse Wharton (DR) Vermont Vier Wahlkreise - 1. James Witherell (DR) bis 1. Mai 1808 - Samuel Shaw (DR) ab dem 6. September 1808 - 2. James Elliot (DR) - 3. James Fisk (DR) - 4. Martin Chittenden (F) Virginia 22 Wahlbezirke - 1. John George Jackson (DR) - 2. John Morrow (DR) - 3. John Smith (DR) - 4. David Holmes (DR) - 5. Alexander Wilson (DR) - 6. Abram Trigg (DR) - 7. Joseph Lewis (F) - 8. Walter Jones (DR) - 9. John Love (DR) - 10. John Dawson (DR) - 11. James M. Garnett (DR) - 12. Burwell Bassett (DR) - 13. William A. Burwell (DR) - 14. Matthew Clay (DR) - 15. John Randolph (DR) - 16. John Wayles Eppes (DR) - 17. Thomas Claiborne (DR) bis 9. Oktober 1808 - Thomas Gholson (DR) ab dem 7. November 1808 - 18. Peterson Goodwyn (DR) - 19. Edwin Gray (DR) - 20. Thomas Newton (DR) - 21. Wilson Cary Nicholas (DR) - 22. John Clopton (DR) |

Nicht stimmberechtigte Mitglieder im Repräsentantenhaus:
- George Poindexter Mississippi-Territorium
- Benjamin Parke Indiana-Territorium bis zum 1. März 1808
  - Jesse B. Thomas ab dem 22. Oktober 1808
- Daniel Clark Orleans-Territorium